# Levular Mandamus
Levular Mandamus è un personaggio creato da Isaac Asimov.
Nel romanzo "I robot e l'Impero" (in cui, durante un colloquio con Gladia Delmarre, Mandamus afferma di essere suo pronipote e discendente) si presenta al presidente dell'Istituto di robotica di Aurora, Kelden Amadiro, spiegandogli che lui ha un piano per poter distruggere la Terra (il più grande sogno di Amadiro che vuole vendicarsi della pesante sconfitta subita da Elijah Baley nel romanzo "I robot dell'alba") senza scatenare una guerra contro i Coloni. 
Amadiro, entusiasta, dà molta fiducia a Mandamus e gli promette anche la carica di presidente dell'Istituto di robotica che aveva già promesso alla brillante roboticista Vasilia.